# Neil Franklin
Neil Franklin (Shelton, 24 gennaio 1922 – Stoke-on-Trent, 9 febbraio 1996) è stato un calciatore inglese, di ruolo difensore.

## Carriera
Fu tra i migliori difensori del campionato inglese negli anni '40, passati tra le file dello Stoke City. Insoddisfatto dei limiti salariali imposti dalla FA nel 1950 si trasferì all'Independiente Santa Fe, nel ricco campionato colombiano non riconosciuto dalla FIFA e rifiutò la convocazione per i Mondiali del 1950. Venne sospeso dalla Football Association e non trovò nessuna squadra disposta ad ingaggiarlo quando dopo poche settimane decise di tornare in Inghilterra non essendo riuscito ad ambientarsi in Colombia. Nel 1951 si accasò allora all'Hull City, in Second Division, che lo pagò 22.500 sterline (cifra record per un difensore, all'epoca).